# Tegal Rejo (Medan Perjuangan)
Tegal Rejo is een bestuurslaag in het regentschap Medan van de provincie Noord-Sumatra, Indonesië. Tegal Rejo telt 22.949 inwoners (volkstelling 2010).